# برج شوخوف
برج شوخوف (بالروسية: Шуховская башня) هو برج بث يقع في مدينة موسكو الروسية صممه المهندس فلاديمير شوخوف وقد سُمِّي البرج نسبةً له، يرتفع البرج 160 مترًا، حيث بُني ما بين عامي 1920م إلى 1922م أثناء الحرب الأهلية الروسية. يقع البرج على بعد بضعة كيلومترات إلى الجنوب من الكرملين في موسكو، رغم أنه برج تاريخي إلا أنه ليس في متناول السُيّاح.

## معرض الصور

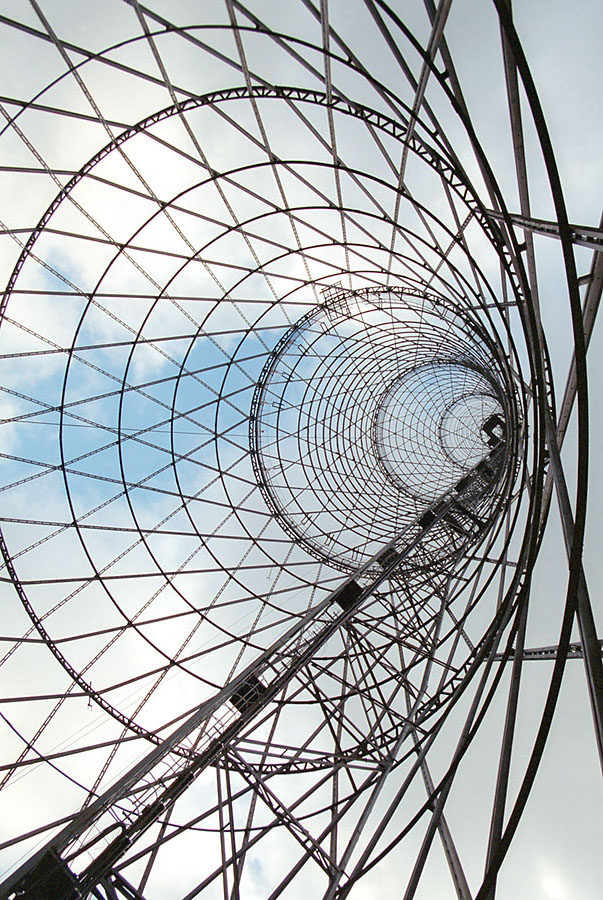
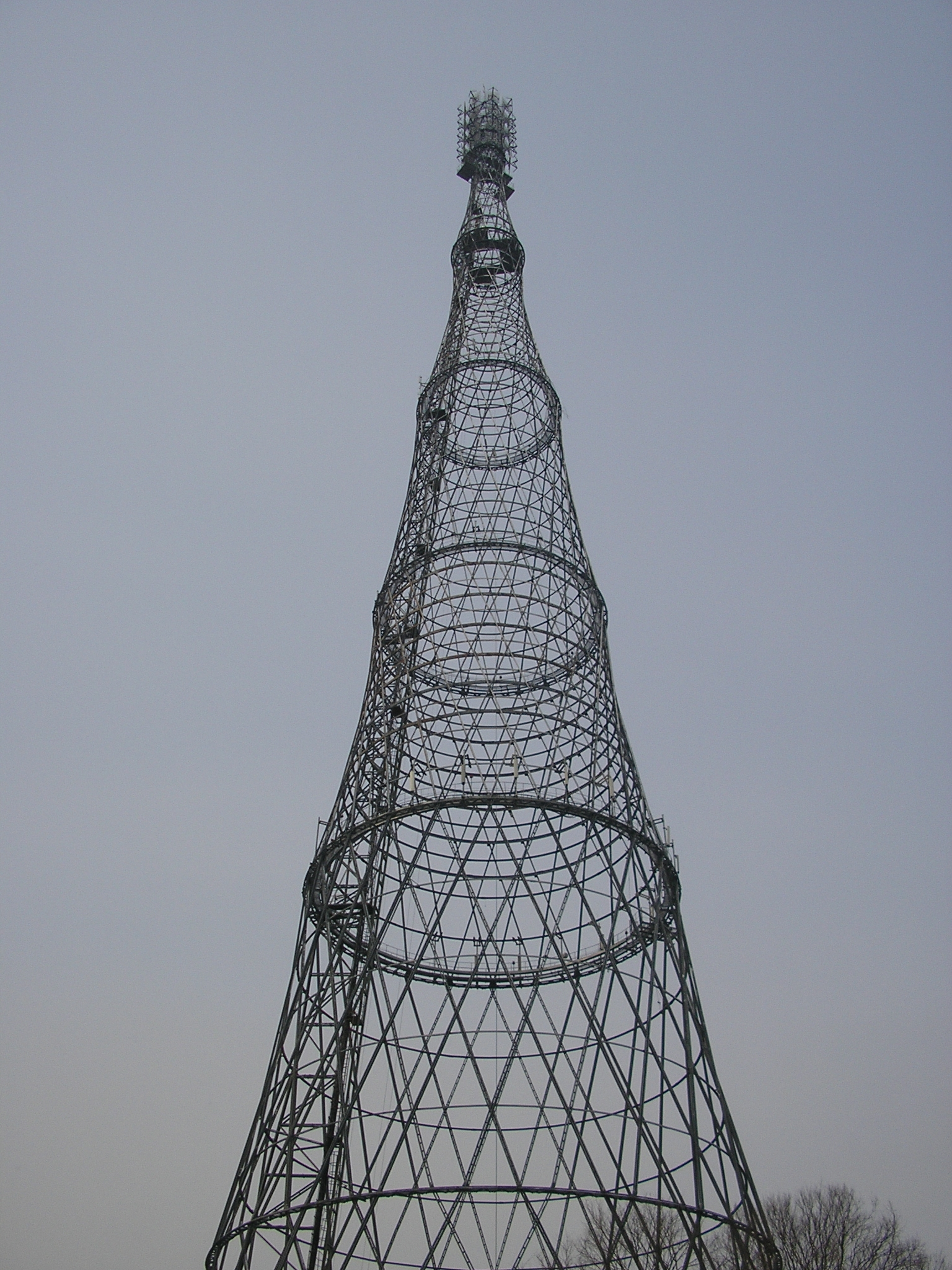
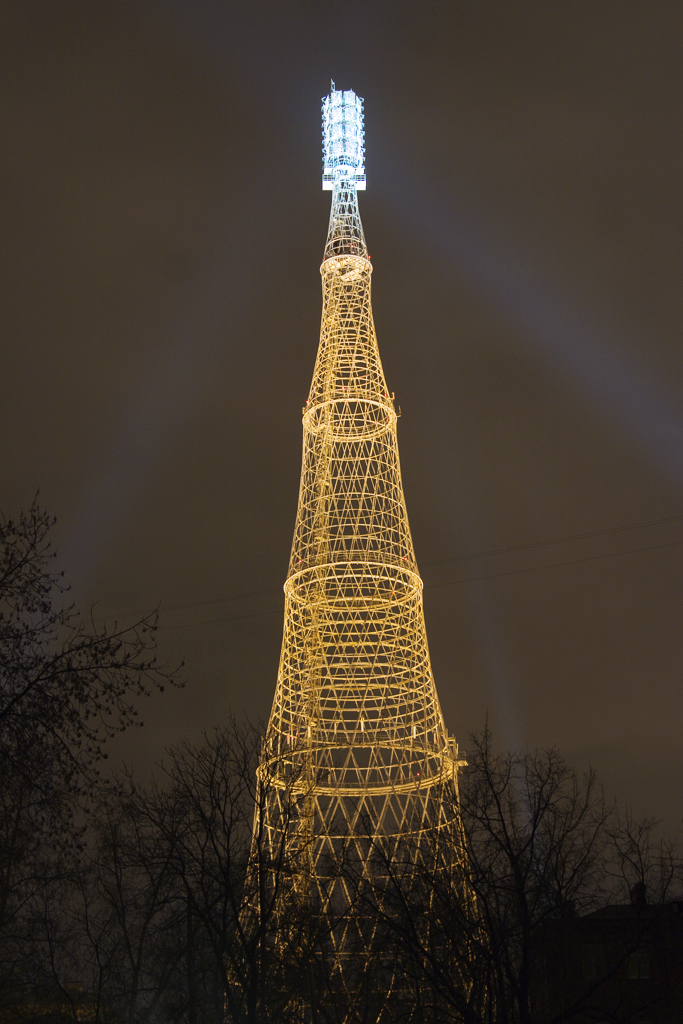
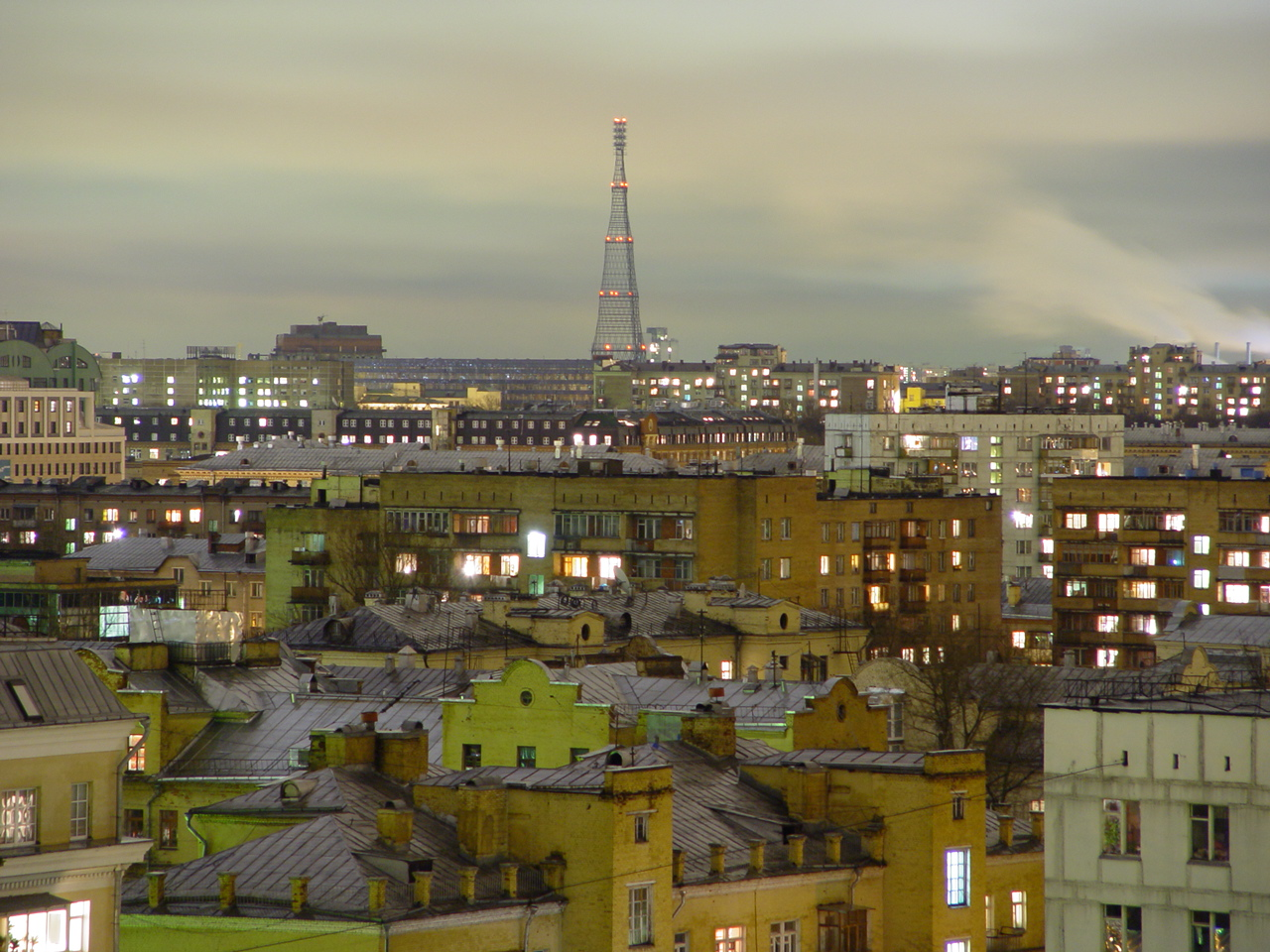
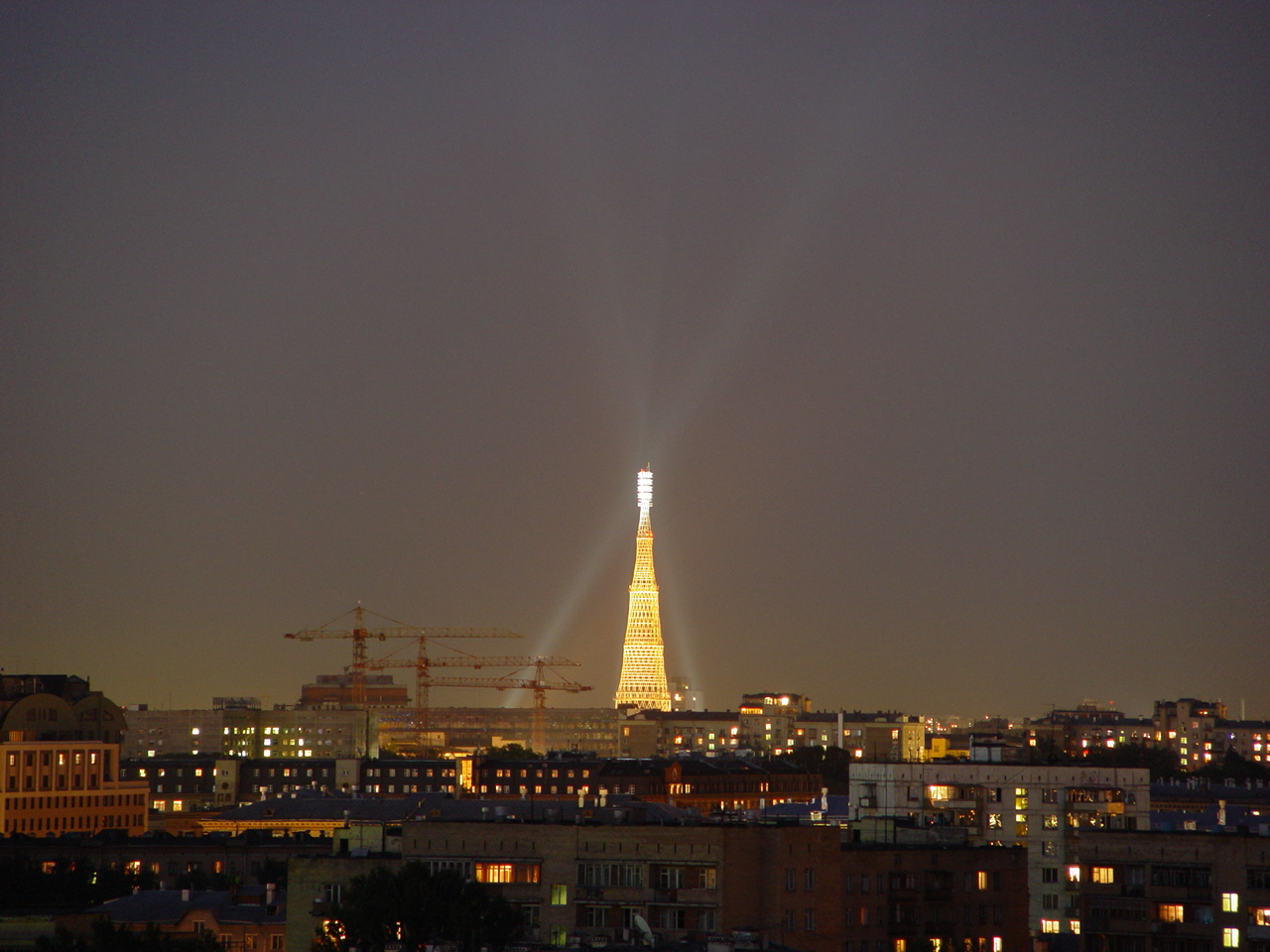
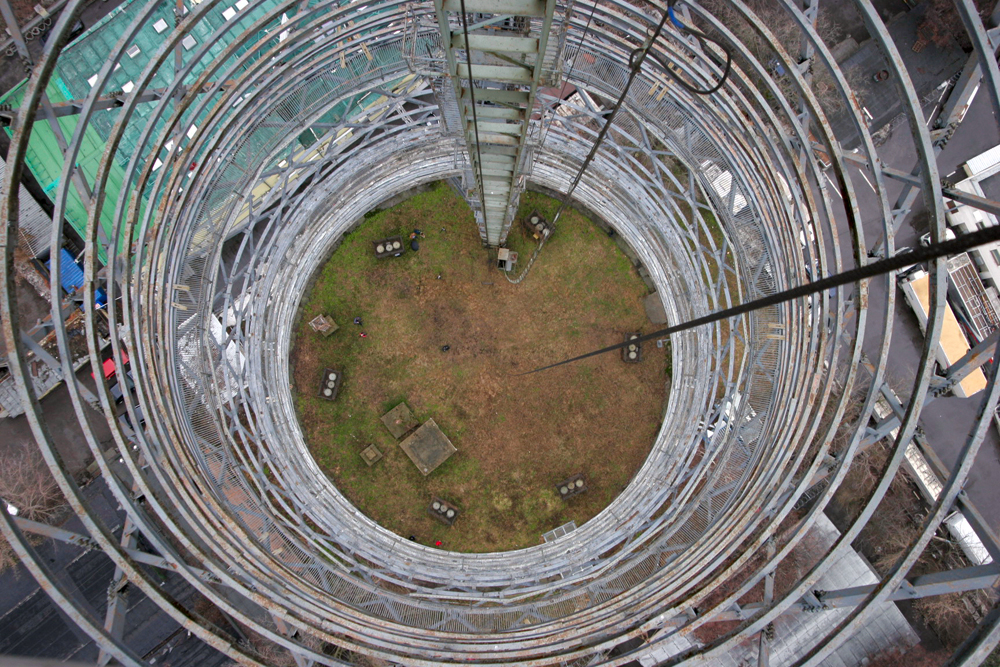
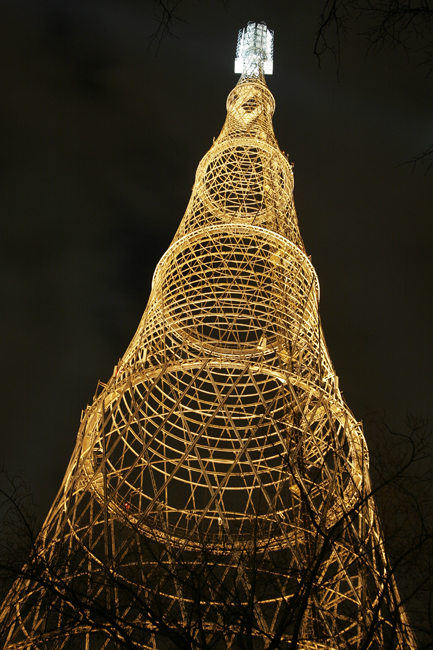
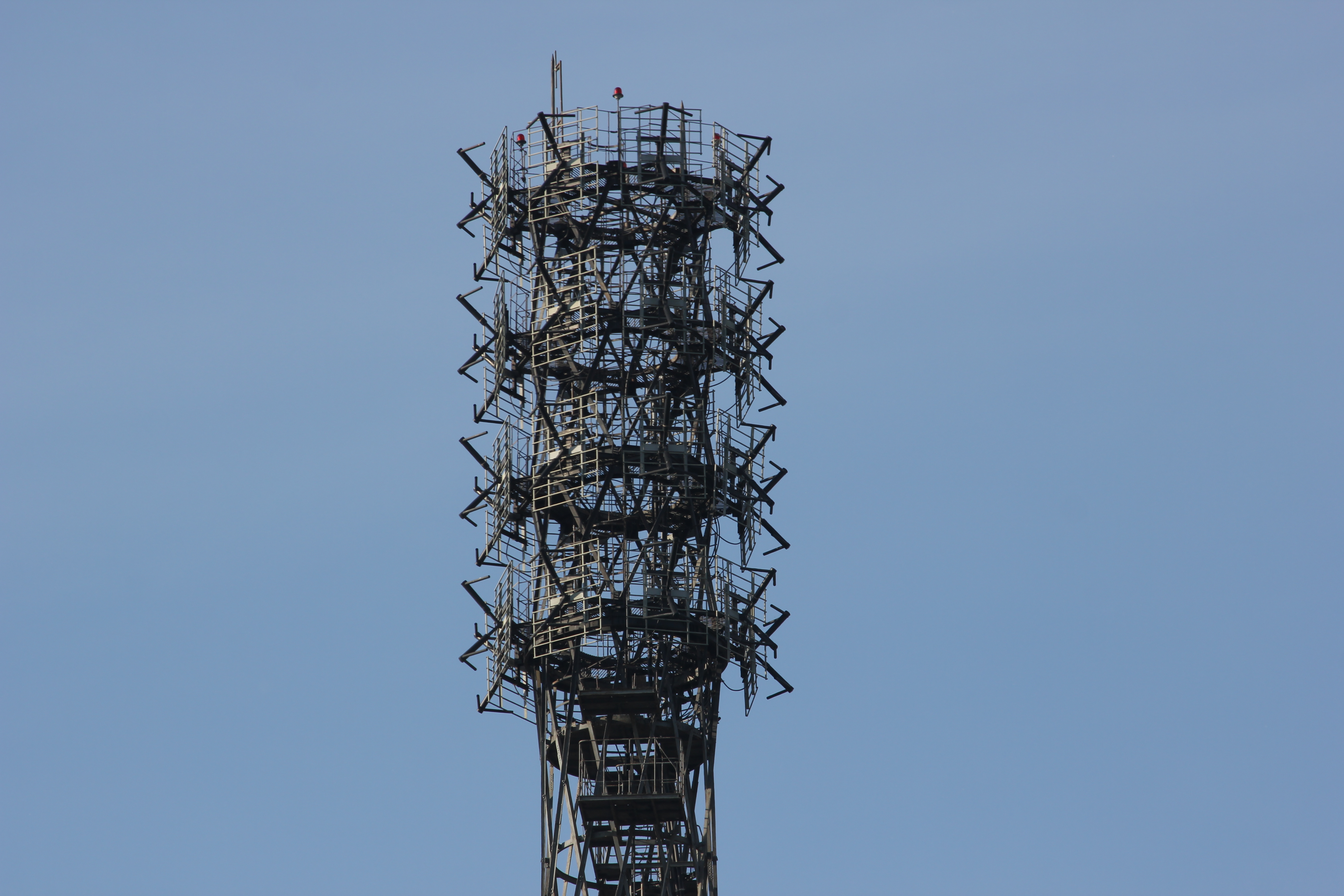

## وصلات خارجية
- Shukhov Tower in Moscow على يوتيوب
- The Shukhov's Radio Tower
- International campaign to save the Shukhov Tower in Moscow
- Shukhov Towers in Google Maps
- برج شوخوف  على موقع ستركتر

- 3D model of the Shukhov Tower
- Views of the hyperboloid tower
- Invention of Hyperboloid Structures
- Shukhov Tower Foundation